# Transcategorizador
En lingüística, un transcategorizador es un determinante que convierte un adjetivo en un nombre, convirtiéndose el sintagma de adjetival a nominal. Esta conversión se denomina transcategorización.
La idea de que es la unión entre un adjetivo y un determinante lo que hace del constituyente sintáctico formado un sintagma nominal es debatible. En concreto la hipótesis del sintagma determinante sugiere que los determinantes pueden aceptar como complemento tanto un elemento nominal como adjetival, como USO AMBIGUO DE "COMO" (¿introduce un ejemplo o es una extensión de la comparación anterior?) una oración de relativo o un infinitivo, siendo la unidad sintáctica formada un sintagma determinante y no un sintagma nominal. Por tanto, bajo esta hipótesis no existe transcategorización alguna.
- Datos: Q6151626